# Harold Gould
Harold Vernon Gould, född 10 december 1923 i Schenectady, New York, död 11 september 2010 i Woodland Hills i Los Angeles, var en amerikansk skådespelare.
Han var känd för rollen som Miles Webber i Pantertanter och Martin Morgenstern i Rhoda. Den 11 september 2010 avled han i prostatacancer.

## Filmografi (i urval)
- 1951 – The Man From Planet X
- 1974–1978 – Rhoda (TV-serie)
- 1975 – Love and Death
- 1976 – Bussen som blev galen
- 1985–1992 – Pantertanter (TV-serie)
- 1999 – Stuart Little
- 2003 – Freaky Friday
- 2003 – Björnbröder (röst)